# Carolina Bang
Carolina Herrera Bang (Santa Cruz de Tenerife, 21 de setembre de 1985), més coneguda com a Carolina Bang, és una actriu espanyola d'ascendència parcialment noruega per part de mare. Va ser nominada al premi Goya, màxim guardó del cinema espanyol, com millor actriu revelació en 2010. El juny de 2014 es va casar amb el director Álex de la Iglesia, amb qui té dues filles.

## Carrera
Va estudiar interpretació i arquitectura tècnica. Comença la seva carrera en els mitjans en 2007 treballant en curtmetratges. Més tard va fer el salt a la televisió, destacant el paper de la androide "Lorna" en la sèrie Plutón B.R.B. Nero, dirigida per Álex de la Iglesia.
En 2011, l'actriu va fitxar per la sèrie de Telecinco Tierra de lobos.
Surt recurrentment a Web Therapy com Isabel Valero.
El 2016 es va anunciar la seva participació en la segona temporada de la sèrie Víctor Ros.

## Trajectòria Professional

### Cinema
- 2007: Madrid-Moscú
- 2008: El forjador de historias
- 2008: Dime que yo
- 2009: Vengo con tres heridas, episodi de TV.
- 2010: Balada triste de trompeta
- 2011: La chispa de la vida
- 2011: 036
- 2011: La daga de Rasputín
- 2012: La apuesta de Pascal
- 2013: Las brujas de Zugarramurdi
- 2014: Musarañas
- 2014: Ciega a citas
- 2014: Cambio de ruta
- 2015: Mi gran noche
- 2016: Pieles
- 2017: Algo muy gordo

### Televisió
- 2008-2009: Plutón BRB Nero com Lorna
- 2009: Los exitosos Pells com Marina Fernández
- 2009: Los hombres de Paco com Maya Azcárate
- 2010-2014: Tierra de lobos com Inés
- 2014: Dos a la Carta com Belén
- 2014: Ciega a citas com Covadonga García "Cova"
- 2014: Velvet com Verónica Lago
- 2016: Web Therapy com Isabel Valero
- 2016: Víctor Ros com Madame de Suberwick
- 2017: Dorien com Dorien

## Curiositats
Aquesta actriu ha estat guardonada dos cops amb els Premis YoGa: una el 2011 a la pitjor actriu per Balada triste de trompeta i una altra el 2019, el premi especial 30è Aniversari, per ser l'única actriu que va encaixar amb elegància el seu antipremi de l'any 2011.